# Comuna de Ostroróg
Ostroróg (polaco: Gmina Ostroróg) é uma gminy (comuna) na Polónia, na voivodia de Grande Polónia e no condado de Szamotulski. A sede do condado é a cidade de Ostroróg.
De acordo com os censos de 2007, a comuna tem 4861 habitantes, com uma densidade 57,2 hab/km².

## Área
Estende-se por uma área de 84,99 km², incluindo:
- área agricola: 65%
- área florestal: 26%

## Demografia
Dados de 30 de Junho 2004:
|                      | Total   | Total | Mulheres | Mulheres | Homens  | Homens |
| -------------------- | ------- | ----- | -------- | -------- | ------- | ------ |
|                      | pessoas | %     | pessoas  | %        | pessoas | %      |
| População            | 4843    | 100   | 2422     | 50       | 2421    | 50     |
| Densidade (pop./km²) | 57      | 100   | 28,5     | 28,5     | 28,5    | 28,5   |

De acordo com dados de 2002, o rendimento médio per capita ascendia a 1253,57 zł.

## Comunas vizinhas
- Obrzycko, Pniewy, Szamotuły, Wronki